# RV Simon Stevin
 (mai 2025).
Si vous disposez d'ouvrages ou d'articles de référence ou si vous connaissez des sites web de qualité traitant du thème abordé ici, merci de compléter l'article en donnant les références utiles à sa vérifiabilité et en les liant à la section « Notes et références ».
Le RV Simon Stevin est un navire océanographique belge utilisé pour effectuer des recherches océanographiques côtières dans la baie sud de la mer du Nord et dans la partie orientale de la Manche. Il sert également de navire de formation pour les étudiants en sciences de la mer et sciences maritimes et de plate-forme de test pour les nouvelles technologies marines et maritimes. Les élèves et les étudiants des écoles primaires et secondaires se voient offrir la possibilité de monter à bord pour des excursions éducatives.
Le navire porte le nom du mathématicien, physicien et ingénieur militaire flamand Simon Stevin (1548-1620).

## Histoire
Le navire navigue sous pavillon belge et son port d'immatriculation est Ostende. Il effectue principalement des voyages d’un jour, mais des voyages de plusieurs jours peuvent également être programmés.
Le Simon Stevin sert une vaste gamme de recherches scientifiques marines. En Flandre, la recherche marine est effectuée dans des universités et des instituts scientifiques publics. La recherche est multidisciplinaire, allant de l'océanographie physique à la recherche halieutique en passant par la biologie marine, la microbiologie, la chimie, la technologie, l'archéologie, la géographie, la géophysique et la géologie.
Le navire répond aux besoins des multiples zones de recherche marine. Il est équipé de tous les équipements d'échantillonnage standard et de dispositifs hydroacoustiques à la pointe de la technologie et la caractérisation du fond. Le positionnement très précis du navire est assuré par son système de positionnement et de direction dynamique. Une propulsion diesel-électrique permet de naviguer comme un «navire silencieux», une condition optimale pour les mesures hydroacoustiques. 

## Construction
La construction du RV Simon Stevin a été financée par son propriétaire, le gouvernement flamand et le Flanders Marine Institute est responsable du programme scientifique et de la gestion du matériel d'échantillonnage. C'est le chantier naval néerlandais du Damen Group à Gorinchem qui a réalisé ce navire.